# Edmond Hustinx
Marie Joseph Hubert Edmond Hustinx (Maastricht, 30 november 1898 - Venlo, 20 mei 1984) was een Nederlands chemicus, uitvinder en industrieel, die zijn carrière grotendeels als autodidact vorm gaf. Daarnaast was hij een verdienstelijk amateurschilder en hield hij zich bezig met radio, film en muziek.

## Leven en werk
Edmond Hustinx was in een gezin van vijf jongens en twee meisjes het vijfde kind en de derde zoon van het echtpaar Theodorus Petrus (Pierre) Hustinx (1855-1947) en de te Lanaken (België) geboren Maria Gertrudis Hubertina Félicité (Félicité) Cuypers (1864-1927). Vader Pierre Hustinx dreef in Maastricht achter het ouderlijk huis aan de Looiersgracht een van zijn vader geërfde zoutziederij. Daarnaast begon hij een zeepziederij, die in 1935 de basis zou vormen voor de Zeepfabriek Hustinx NV in het Bosscherveld. Edmond was op de lagere school van de broeders van de Beyart een gemiddelde leerling, totdat hij in de vijfde klas een fikse hersenschudding opliep. Toen hij na een half jaar beteren zou moeten doubleren, wist hij het in twee maanden tijd te brengen tot eerste van de klas en alsnog naar de zesde over te gaan. Of er een causaal verband is tussen de val en het leren, is niet bekend, maar het is een feit dat Edmond Hustinx sindsdien ook op het gymnasium en aan de universiteit gemakkelijk studeerde. De studie medicijnen werd hem door het tijdsgewricht enigszins opgedrongen. De Eerste Wereldoorlog maakte het hem onmogelijk om met een van de vele particuliere Maastrichtse studiebeurzen te studeren in Luik of Leuven. Op kosten van een neef/chirurg kon hij in 1916 als 17-jarige naar Amsterdam, mits hij medicijnen zou kiezen. Hij besteedde zijn tijd echter liever aan colleges biologie, natuurkunde, wis- en scheikunde, en aan filosofie. Daarnaast aan de vele culturele mogelijkheden die de hoofdstad bood: het Rijksmuseum, het Stedelijke Museum, het Concertgebouw en de Stadsschouwburg. In 1919 ging hij voor de tweede keer op voor zijn 'propjes'. Hij slaagde, maar besloot de studie af te breken, omdat hij zowel moreel als fysiek opzag tegen het komende werk in de snijkamer. Geld voor een andere studie was er echter niet.
Vanaf 1919 werkte Edmond Hustinx 21 jaar oud in Maastricht bij zijn vader in de zeepziederij. Het bedrijf was door het uitbreken van de Eerste Wereldoorlog afgesneden geweest van een groot deel van het afzetgebied (Duitsland, België). Het duurde geruime tijd voordat er financieel weer enige ruimte was binnen het gezin. In 1917 had hij zich wat overhaast bij de Oranje Nassau-kazerne te Amsterdam aangemeld als aspirant reserve-officier van gezondheid (3e klasse). De aanstelling gold voor een periode van acht jaar en was mogelijk ingegeven door financiële noodzaak. Na jarenlang touwtrekken met het ministerie van Oorlog wist Edmond Hustinx uiteindelijk in 1921 op basis van een medische verklaring van ongeschiktheid onder de dienst uit te komen. In een zelf gemaakt laboratorium achter het huis aan de Looiersgracht experimenteerde hij met nieuwe methodieken om zeep te maken. En als een van de eersten in Nederland zocht hij toen al naar mogelijkheden tot het hergebruik van afvalstoffen.
In 1930 richtten de Staatsmijnen in Geleen een stikstofbindingsfabriek op die aanvankelijk vooral verlies leed. De directie zocht Hustinx aan om er als scheikundige met bedrijfs- en research-ervaring de leiding over te nemen. Ruime financiële ondersteuning en researchmogelijkheden deden het tij keren. Na anderhalf jaar Geleen noopte de verslechterende gezondheid van zijn vader Edmond Hustinx deze werkkring op te geven. In 1931 werd hij op 33-jarige leeftijd directeur van de zeepziederij. Onder zijn leiding zou het bedrijf uitgroeien tot een concern met vestigingen in binnen- en buitenland, waaronder Duitsland en Frankrijk. Hustinx deed onder meer uitvindingen op het gebied van de sodafabricage en de bereiding van waterglas. Hij adviseerde in later jaren de NASA over het glas van het hitteschild in de ruimtevaart en gaf gastcolleges in de Verenigde Staten. Hij maakte zich tevens sterk voor meer wetenschappelijk onderwijs in Maastricht. Daartoe schonk hij een landgoed en grote sommen geld aan de Stichting Wetenschappelijk Onderwijs in Limburg voor de oprichting van een medische faculteit in Maastricht. Zijn intensieve contacten met de Maastrichtse Nobelprijswinnaar Peter Debije en andere geleerden, en meer dan 1.100 patenten en octrooien op vooral chemisch gebied, bezorgden hem een internationale reputatie als chemicus en uitvinder. Ook verschaften die uitvindingen hem de financiële armslag om vanaf 1961 door de oprichting van de Stichting Edmond Hustinx een groot bevorderaar te worden van de kunsten en wetenschappen in zijn geboortestad.
Hustinx werd door velen van zijn stadgenoten als zonderling gezien. Zijn grootse verhalen, met de nodige fantasie doorspekt, zijn menigeen in de familie en daarbuiten bijgebleven. Hij bleef zijn hele leven ongehuwd wonen in het grote ouderlijk huis aan de Looiersgracht 4, dat wel ruimte bood, maar weinig luxueus was ingericht. In de achtertuin lag in zijn jeugd al de eerste privé-tennisbaan van Maastricht. Zelf liet hij in een aanpalende loods een functioneel zwembad aanleggen. Hij deelde het huis met aanvankelijk drie, later twee broers en zijn zus Henriëtte, die eveneens ongehuwd bleven. Van de zeven kinderen zouden slechts één broer en één zus huwen. Toen Hustinx het in de jaren 1960 wat kalmer aan ging doen, kocht hij een buitenverblijf in Bommerig bij Epen (nu gemeente Gulpen/Wittem), waar menig bezoeker aan een spelletje schaak werd gezet. Hij overleed op 20 mei 1984 op 85-jarige leeftijd in Huize Maria Auxiliatrix te Venlo en werd begraven op de Algemene Begraafplaats te Maastricht.
Henriëtte Marie Hubertine Hustinx (1893-1959) was de oudste zus van Edmond Hustinx en is naamgeefster van de Henriëtte Hustinx Prijzen. Zij was een intelligente vrouw, die woekerde met haar talenten. Ze volgde middelbaar onderwijs bij de ursulinen aan de Grote Gracht te Maastricht, waar zij na het behalen van haar diploma ook werd klaargestoomd voor het Staatsexamen Frans MO in het verre Den Haag.
Henriëtte Hustinx werd docente Frans aan haar vroegere school bij de ursulinen en aan de Stadsacademie voor Toegepaste Kunsten te Maastricht. Ook doceerde zij enige tijd te Luik, waar zij tegelijkertijd verschillende studies volgde aan de universiteit, waaronder Spaans. Ze was sportief, reed paard en tenniste op de achter haar ouderlijk huis gelegen tennisbaan (de eerste in Maastricht). Ook schaakte zij al op jonge leeftijd en was enkele jaren lid van een in 1911 opgerichte Maastrichtse schaakclub.Daarnaast tekende zij verdienstelijk en speelde piano en viool. Met haar broers vormde zij een impromptu huisorkestje. Zij was een begaafd amateur-violiste die van 1915-1926 als volontaire meespeelde bij het Maastrichts Symphonie Orkest (MSO), dat toen nog deels een amateurorkest was.  Voor haar uitvaartdienst componeerde Marius Monnikendam, een vriend van de familie, een Marche Funèbre.

## Eerbewijzen
Voor zijn vele maatschappelijke verdiensten is Edmond Hustinx meerdere malen geëerd. 
- 1956 Zilveren medaille van de Société des Arts, Lettres et Sciences van de Académie Française van de stad Parijs
- 1960 Erelid Koninklijke Harmonie te Maastricht[11]
- 1966 Officier in de Orde van Oranje Nassau
- 1967 Eremedaille en ereburger van de stad Maastricht
- 19?? Prix Edison Volta de la Société Européenne de Physique (EPS)[12]
- circa tien andere wetenschappelijke of culturele prijzen[12]
- 2023 Presentatie Eureka! Edmond Hustinx! in architectuurcentrum Bureau Europa[13]

## Stichting Edmond Hustinx
In 1961 richtte Edmond Hustinx de Stichting Edmond Hustinx op, ter bevordering van de kunsten en wetenschappen in Maastricht. 
Vanaf 1962 reikte deze stichting de Henriëtte Hustinx Prijs voor Beeldende Kunsten uit. In 1974 werd de Henriëtte Hustinx Prijs uitgebreid met een prijs voor muziek en in de jaren 1990 voor toneel. De drie prijzen bestaan uit een geldbedrag van vijfduizend euro (€ 5.000) en worden jaarlijks vergeven aan veelbelovende studenten aan de Maastrichtse Academie voor Beeldende Kunsten, het Conservatorium en de Toneelschool, nu alle vallend onder de Hogeschool Zuid. Winnaars waren onder meer Bruno Ninaber van Eijben, Maike Meijer en Kelly God.
Sinds 1962 reikt de Universiteit Maastricht de Peter Debyeprijs uit, genoemd naar de Maastrichtse Nobelprijswinnaar Peter Debye en ondersteund door de Edmond Hustinxstichting. Aanvankelijk elke twee jaar, wordt deze prijs thans om de vier jaar uitgereikt. 
Vanaf 1966 reikte de Stichting Edmond Hustinx tweejaarlijks de Edmond Hustinxprijs voor toneelschrijvers uit, afwisselend aan een Nederlands en Belgisch schrijver. Winnaars waren onder anderen Hugo Claus, Annie M.G. Schmidt en Maria Goos. In later jaren is deze prijs voortgezet als de Henric van Veldeke-prijs voor toneelschrijvers.
In 1986 vierde de stichting haar 25-jarig bestaan. Bij die gelegenheid werden op 20 september twee prijzen en een leerstoel in het leven geroepen:
- een jaarlijks uit te reiken Edmond Hustinxprijs voor de Wetenschap, met een prijzengeld van 15.000 euro. De nadruk moet bij deze prijs liggen op het belang van de bevolking van de regio Zuid-Limburg.[16]
- de tweejaarlijks uitgereikte Edmond Hustinxprijs voor de Beeldende Kunst, zowel traditionele als moderne kunst. Aan de prijs is een bedrag van € 25.000 verbonden voor de kunstenaar en nog eens 25.000 euro voor de presentatiekosten van zijn werk. Oorspronkelijk werd een dergelijke prijs verleend door de Jan van Eyck Academie, die haar wegens gebrek aan financiën moest opgeven. De Edmond Hustinx-prijs voor Beeldende Kunsten is een voortzetting van dat initiatief. In 2009 is de prijs omgezet in een door de stichting gesponsorde residency voor kunstenaars aan de Jan van Eyck Academie.
- een bijzondere leerstoel aan de Economische Faculteit van de Universiteit Maastricht, met als onderzoeksopdracht 'de zorg voor een goed leefmilieu'.[17]

Naast een scala aan eigen prijzen ondersteunt de Stichting Edmond Hustinx tal van andere initiatieven, sommige eenmalig, andere structureel. Tot de laatste hoort de Charles Nypels-prijs, een driejaarlijkse prijs op het gebied van de grafische (boekdruk)kunst, voor het eerst uitgereikt in 1986.